# Ecliptopera nuristana
Ecliptopera nuristana är en fjärilsart som beskrevs av Edward P. Wiltshire 1967. Ecliptopera nuristana ingår i släktet Ecliptopera och familjen mätare. Inga underarter finns listade i Catalogue of Life.